# Кімані Маруге
Кімані Маруге (бл. 1920 року — 14 серпня 2009 року) — кенійський громадянин, який потрапив до Книги рекордів Гіннесса як найстаріша за віком людина в історії (про яку є подібні відомості) на момент початку навчання в початковій школі — він поступив до першого класу 12 січня 2004 року у віці 84 років. Хоча у нього не було будь-яких документів, що підтверджували точну дату народження, сам Маруге вважав, що народився в 1920 році.

## Біографія
Маруге народився в бідній сім'ї, яка сповідувала традиційні африканські вірування, і в дитинстві не мав можливості відвідувати школу, в зв'язку з чим залишився неписьменним. У 1955 році взяв участь в антиколоніальному повстанні мау-мау проти британської влади, потрапив у полон і був підданий тортурам — зокрема, у нього виявилися пошкоджені барабанні перетинки.
У 2004 році вступив до початкової школи Капкендуйво в Елдореті, Кенія, оскільки, за його словами, прийнятий в 2003 році кенійським урядом закон про загальну і безкоштовну початкову восьмирічну освіту спонукав його розпочати навчання; крім того, він заявляв про бажання прочитати Біблію і після закінчення школи вивчати ветеринарні науки. У 2005 році Маруге, який відмінно встигав з усіх предметів (за винятком фізкультури), був обраний старостою класу.
У вересні 2005 року Маруге вперше в житті став пасажиром літака, на якому вирушив до Нью-Йорка, щоб виступити на саміті тисячоліття в галузі освіти, що проводився ООН, з промовою про важливість безкоштовної початкової освіти. Після цієї події йому було пожертвувано слуховий апарат.

## Пограбування і подальше навчання
Маруге пережив пограбування свого будинку під час хвилі заворушень, що відбулися після виборів у 2007—2008 роках, і думав покинути навчання. На початку 2008 року він жив у таборі для біженців, де користувався деякою популярністю; табір знаходився на відстані чотирьох кілометрів від будівлі школи, проте Кімані, як і раніше, приходив на заняття щодня. У червні 2008 року він переїхав до столиці країни, Найробі.
У червні 2008 року через проблеми зі здоров'ям Маруге був змушений залишити школу і переселитися в будинок для людей похилого віку. Проте незабаром після цього, 10 червня того ж року, він в черговий раз вступив до шостого класу початкової школи Марура, розташованої в районі Каріобангі в Найробі. У січні 2009 року через хворобу остаточно залишив школу, довчившись до сьомого класу.

## Хрещення і смерть
У неділю, 24 травня 2009 року, Кімані Маруге був хрещений у католицькій церкві в Каріобангі і прийняв християнське ім'я Стівен. В останні місяці життя пересувався за допомогою інвалідного візка. Помер 14 серпня 2009 року від раку шлунка в Національній лікарні Кеніатта в Найробі, був похований на своїй фермі в Субукіі .
12 січня 2015 року, в 11-ту річницю його вступу до першого класу, компанія Google присвятила Маруге один зі своїх дудлів. У 2010 році про Маруге було знято художній фільм «Першокласник» (англ. The First Grader) режисера Джастіна Чедвіка; цей фільм був у 2011 році представлений на 22-му міжнародному кінофестивалі в Емдені, де отримав дві премії.